# He Bingjiao
He Bingjiao (en chino: 何冰娇; Suzhou, 21 de marzo de 1997) es una deportista china que compitió en bádminton, en la modalidad individual.
Participó en dos Juegos Olímpicos de Verano, obteniendo una medalla de plata en París 2024, en la prueba individual, y el cuarto lugar en Tokio 2020, en la misma prueba.
Ganó dos medallas de bronce en el Campeonato Mundial de Bádminton, en los años 2018 y 2021. En los Juegos Asiáticos consiguió tres medallas, una de plata en 2018 y plata y bronce en 2022.
Tras ganar la plata en los juegos de París 2024, anunció su retirada de la competición profesional.

## Palmarés internacional
| Juegos Olímpicos   | Juegos Olímpicos    | Juegos Olímpicos  | Juegos Olímpicos |
| Año                | Lugar               | Medalla           | Prueba           |
| ------------------ | ------------------- | ----------------- | ---------------- |
| 2024               | París (Francia)     | Medalla de plata  | Individual       |
| Campeonato Mundial |                     |                   |                  |
| Año                | Lugar               | Medalla           | Prueba           |
| 2018               | Nankín (China)      | Medalla de bronce | Individual       |
| 2021               | Huelva (España)     | Medalla de bronce | Individual       |
| Juegos Asiáticos   |                     |                   |                  |
| Año                | Lugar               | Medalla           | Prueba           |
| 2018               | Yakarta (Indonesia) | Medalla de plata  | Equipo           |
| 2022               | Hangzhou (China)    | Medalla de plata  | Equipo           |
| 2022               | Hangzhou (China)    | Medalla de bronce | Individual       |